# Fußbach (Gengenbach)
Fußbach ist neben Strohbach und Wingerbach ein Ortsteil von Bermersbach, einem Stadtteil von Gengenbach im Ortenaukreis in Baden-Württemberg.

## Geografie
Fußbach liegt 5 km südlich von Gengenbach und 3 km nördlich von Biberach in einem linken Seitental der Kinzig im Mittleren Schwarzwald. Die Ortschaft zieht sich vom Kinzigtal Richtung Westen ins Fußbachtal hinein. Am Talschluss erheben sich die Höhenrücken Rauhkasten (629 Meter) und Steinfirst (600 Meter), die die Wasserscheide zum Schuttertal bilden. Oben im Fußbachtal entspringen sowohl der namensgebende Fußbach und der Waldmattengraben, welche dann noch oben in den Fußbach mündet. Der Fußbach mündet am Fuße des Tales in den Haubach, welcher wiederum in die Kinzig mündet.

## Geschichte

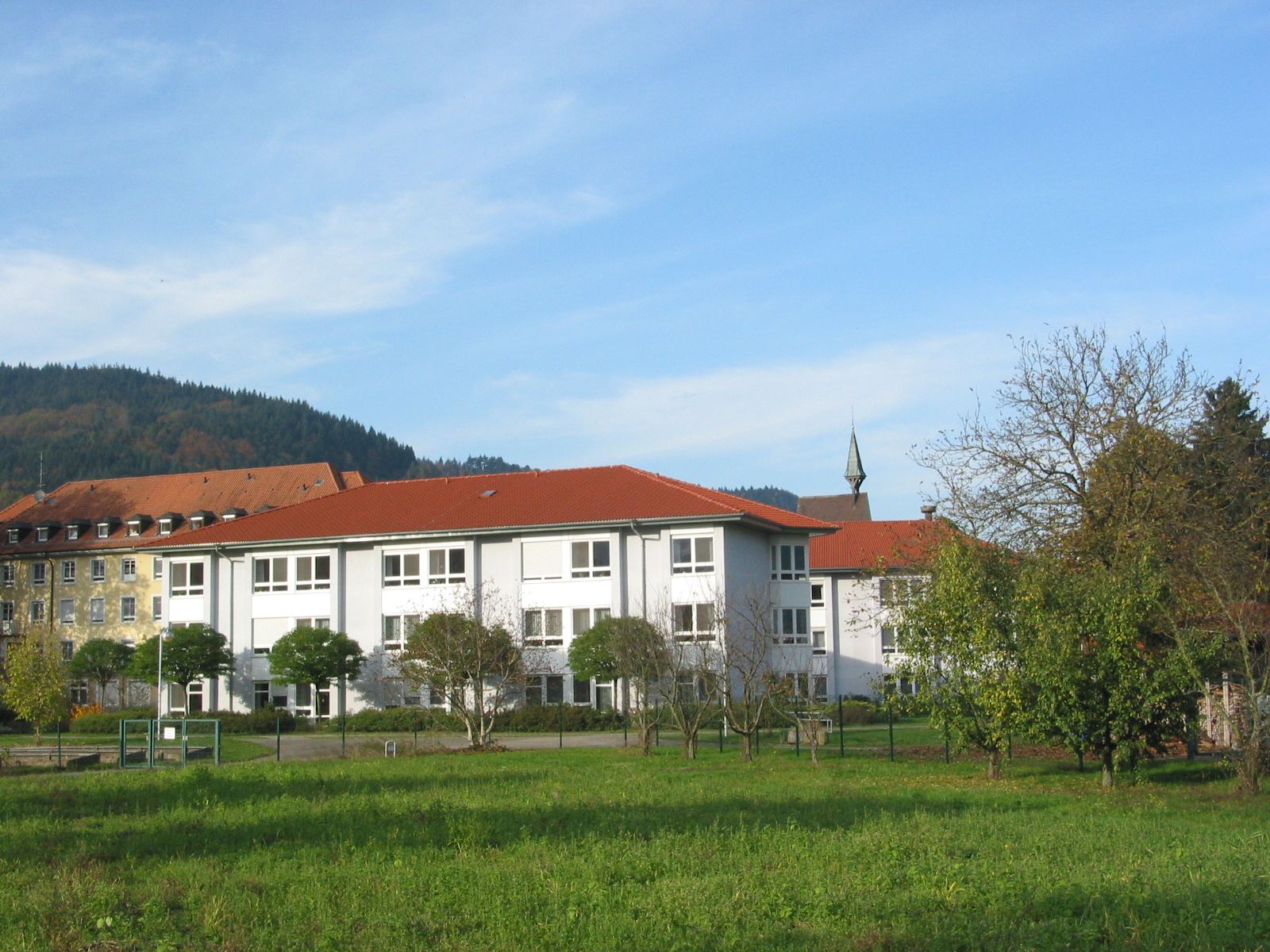
Pflege- und Betreuungsheim Ortenau Klinikum

Erstmals erwähnt wurde Fußbach 1289 als Fuzoltsbach und dann 1387 als Obernfusselspach. Fußbach wurde zur Versorgung der Mönche des Gengenbacher Klosters landwirtschaftlich erschlossen. Seit 1808 gehört Fußbach zu Bermersbach. 1873 beschloss die Kreisversammlung die Errichtung einer Kreispflegeanstalt in Fußbach. Am 15. Juli 1874 wurde sie als Kreispflegeanstalt des Kreises Offenburg eröffnet, zuvor war das Gebäude eine Brauerei. Bereits zwei Jahre später musste das Gebäude wegen Überfüllung erweitert werden.
1900 wurde die Trachtenkapelle gegründet. 1912 wurde in Fußbach eine Volksschule erbaut. In dieser wurden die Klassen 1–8 unterrichtet.
1921 wurde der Waldfriedhof errichtet. Von 1923 bis 1993 arbeiteten im Pflegeheim die Schwestern vom Heiligen Kreuz aus Bingen. Während der Herrschaft der NSDAP wurden im Pflegeheim psychisch kranke sowie geistig und körperlich behinderte Menschen sterilisiert. Insgesamt 137 Bewohner wurden im Rahmen der Aktion T4 in NS-Tötungsanstalten transportiert und dort ermordet, insbesondere in die NS-Tötungsanstalt Grafeneck. In den 50er-Jahren trug sich das Heim durch die Erträge der eigenen Landwirtschaft selbst. 1953 wurde das Pflegeheim in „Kreispflegeanstalt Bermersbach“ umbenannt.
Ab den 1960ern wurden in der Volksschule nur noch die Klassen 3 und 4 unterrichtet, die Klassen 1 und 2 in Strohbach.
Seit 1973 steht das Pflegeheim in Trägerschaft des Ortenaukreises und seit 1996 trägt die Einrichtung als Eigenbetrieb des Ortenaukreises den Namen „Pflege- und Betreuungsheim Ortenau“. Seit der Eingemeindung von Bermersbach nach Gengenbach am 1. Januar 1975 gehört auch Fußbach zur Stadt Gengenbach. 1980 stellt der Pflegeheim die eigene Landwirtschaft ein.
Seit 2007 ist das Pflegeheim ein Teil des Ortenau Klinikums. 2010 wurden die letzten Schüler in Fußbach unterrichtet, bevor die Schule geschlossen wurde. Bis September 2012 gab es in Fußbach eine Filiale der Sparkasse Gengenbach, welche 1978 überfallen wurde. Nach einer Ssanierung zog 2020 die Verwaltung des Forstbezirks Mittleres Rheintal in das alte Schulgebäude.
Früher bestand mit Schwaibach und Strohbach eine Allmendsgenossenschaft.

### Demographie
Einwohnerzahlen nach dem jeweiligen Gebietsstand.
| Jahr | Einwohnerzahl |
| ---- | ------------- |
| 1804 | 203           |

## Kultur und Sehenswürdigkeiten

### Bauwerke
- Bildstock in FußbachKapelle Fußbach

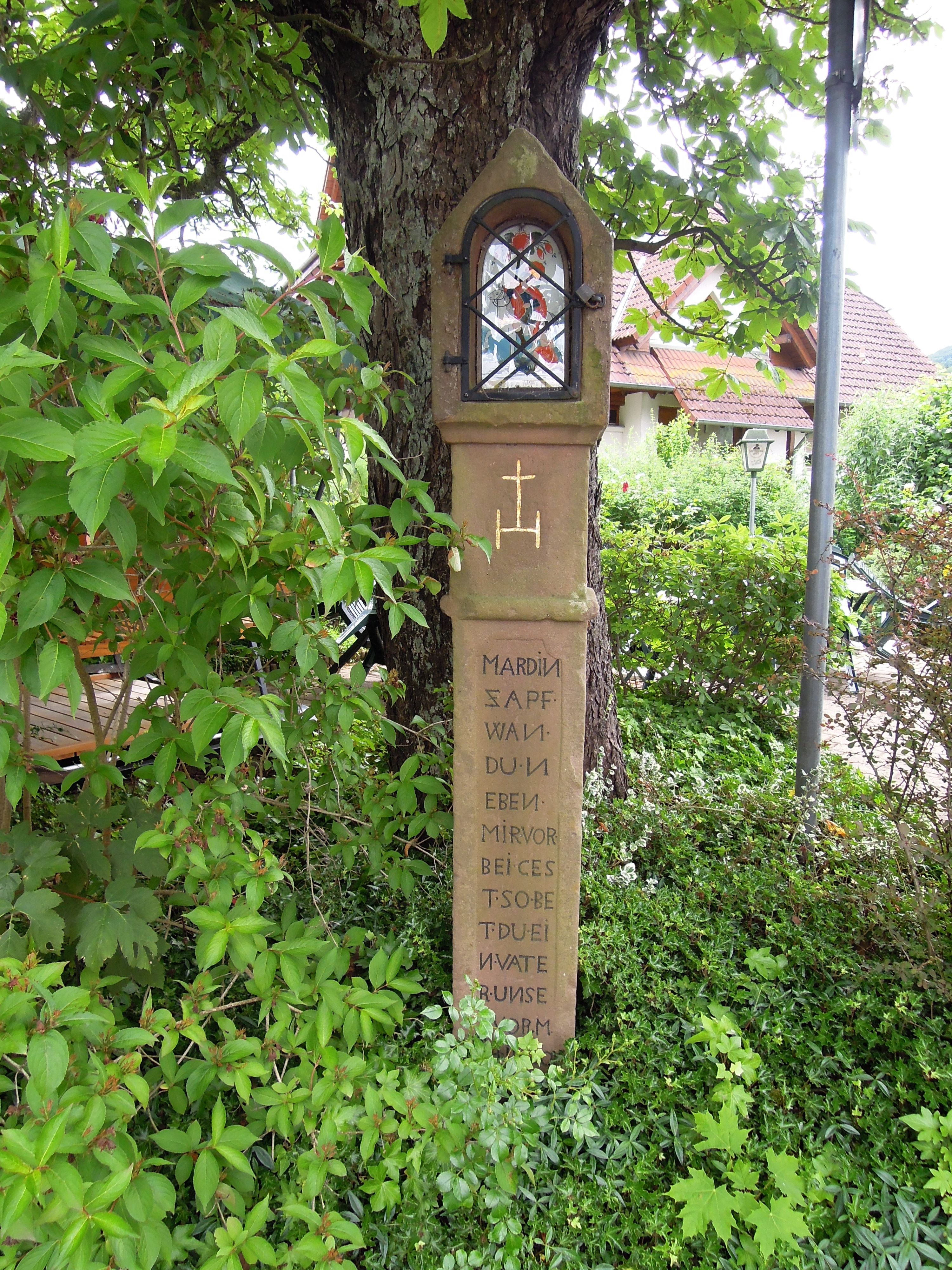
Bildstock in Fußbach

- Wassertretstelle bei der Waldkapelle
- Feuerwehrhaus Bermersbach
- mehrere Bildstöcke

### Vereinsleben

#### Bermersbacher Gastgeber
Die Bermersbacher Gastgeber sind ein Zusammenschluss von 17 Gasthäusern, Ferienwohnungen und Gasthöfen aus Bermersbach und den Ortsteilen Strohbach und Fußbach, der eine Interessensvertretung der Vermieter des Dorfes ist. Gegründet wurde dieser 1968 unter dem Namen Fremdenverkehrsverein Bermersbach-Strohbach-Fußbach. 2016 folgte dann die Umbenennung in Bermersbacher Gastgeber. Heute hat der Verein knapp 40 Mitglieder, von denen aber nicht jeder Vermieter ist.

#### Trachtenkapelle Fußbach
Bereits in den Jahren 1879 und 1884 gab es in Fußbach eine „Dorfmusik“, nach mündlichen Überlieferungen sogar schon 1870. Im Jahr 1900 wurde dann die Trachtenkapelle gegründet. Nach dem Zweiten Weltkrieg gründete die Musikkapelle sich neu und stellte sich im Mai 1951 der Öffentlichkeit vor. Der Trachtenkapelle geht es vor allem um den Erhalt, der Pflege und der Förderung der Blasmusik. Im Jahr 2000, zum 100. Jubiläum, verlieh das Bundespräsidialamt der Musikkapelle die „Pro-Musica-Plakette“, welche vom Regierungspräsidium Freiburg überreicht wurde. 2018 zählte der Verein 183 Mitglieder, 73 davon waren aktiv.

#### Freiwillige Feuerwehr Bermersbach
1894 wurde die Freiwillige Feuerwehr Bermersbach gegründet, bestand zunächst nur aus Mitgliedern aus Fußbach und sollte hauptsächlich für den Brandschutz im Kreispflegeheim zuständig sein. Seit der Eingemeindung von Bermersbach nach Gengenbach 1975 ist die Freiwillige Feuerwehr Bermersbach eine der vier Abteilungen der Freiwilligen Feuerwehr Gengenbach. Im November 2018 erhielt die Feuerwehr ein neues mittleres Löschfahrzeug. Die Feuerwache der Freiwilligen Feuerwehr Bermersbach liegt im Fußbachtal.

## Wirtschaft und Infrastruktur

### Verkehr
Durch Fußbach führt die Kreisstraße 5333. Durch Fußbach fahren Linienbusse von Südwestbus und Schulbusse.

### Internet
Im August 2024 sollen alle Häuser in Fußbach und im Tal Bermersbach an das Breitband angeschlossen sein. Danach soll die Vodafone das Netz betreiben.

### Medien
Auf einem leerstehenden Hof in Fußbach wurden Szenen des Films 25 km/h gedreht. Der Hof diente als Elternhaus. Zudem wurde 1964 ein Film über das Pfingstbubenspiel in Fußbach von Johannes Künzig und Waltraut Werner in Zusammenarbeit mit dem Institut für den Wissenschaftlichen Film in Göttingen gedreht.

## Persönlichkeiten

### Söhne und Töchter der Ortschaft
- Hans Meyger vom Fußbacher Freihof, ehemaliger Gengenbacher Schultheiße
- Joh. Pleyer von und zu Ramstein, ehemaliger Gengenbacher Schultheiße
- Josef Bischler († 2012), 1971–1994 Bermersbacher Gemeinde- und Ortschaftsrat, 1975–1989 Gengenbacher Gemeinderat

### Weitere Persönlichkeiten
- Emil Joseph Diemer (1908–1990), deutscher Schachspieler, ist in Fußbach gestorben